# Wijdemeren

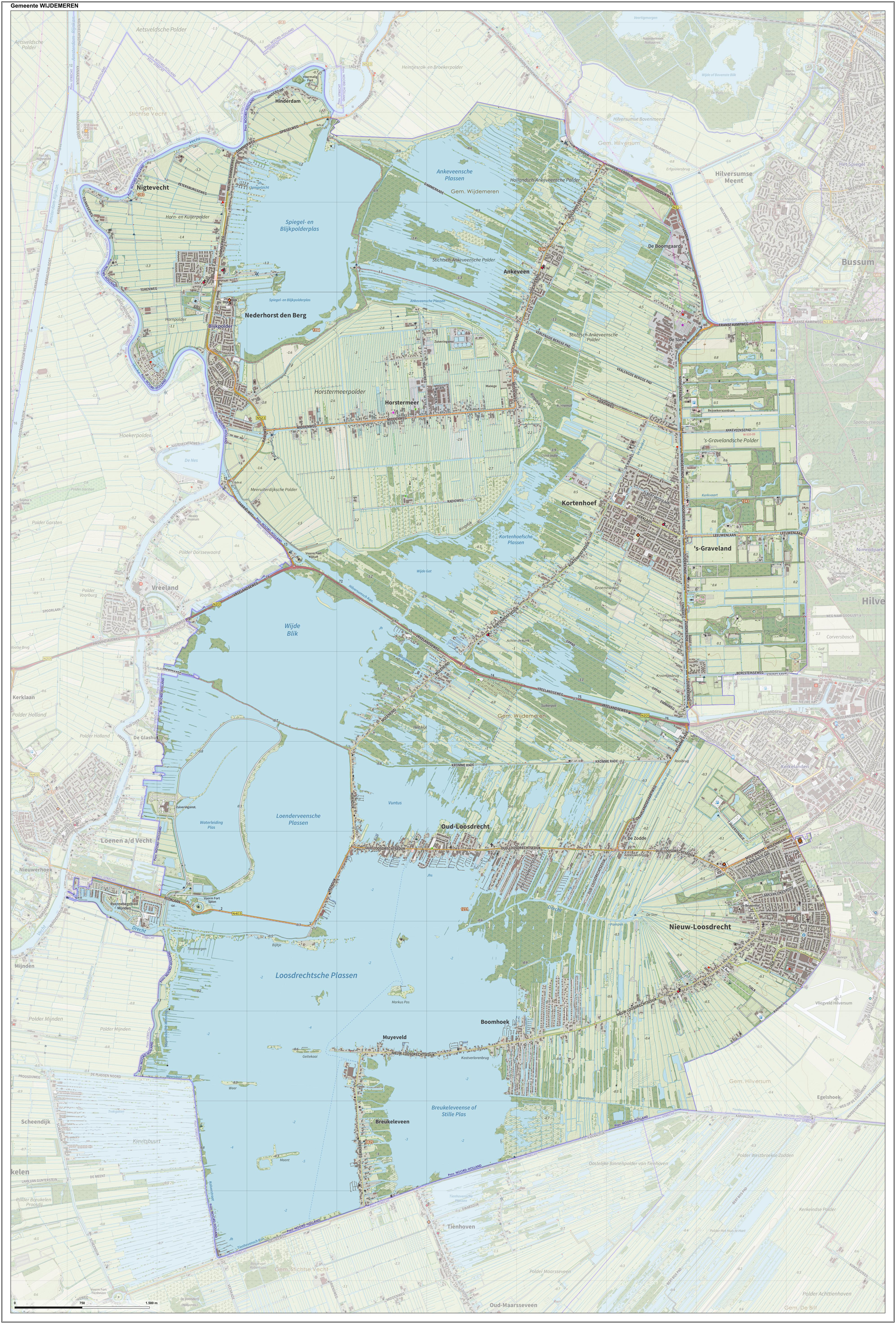
Topografische gemeentekaart van Wijdemeren, september 2022

Wijdemeren (uitspraakⓘ) is een gemeente in de Nederlandse provincie Noord-Holland, gelegen aan de westkant en merendeels ten westen van het Gooi in het Gewest Gooi en Vechtstreek. De gemeente is ontstaan op 1 januari 2002 uit een fusie van de gemeenten Loosdrecht (dat tot dat moment in de provincie Utrecht lag), 's-Graveland en Nederhorst den Berg. De gemeente Wijdemeren bestaat uit een zestal dorpskernen: Ankeveen, Breukeleveen, 's-Graveland, Kortenhoef, Loosdrecht en Nederhorst den Berg. De gemeente telt 24.605 inwoners (22 november 2024, bron: CBS).
Wijdemeren is een zeer waterrijke gemeente met in het noordwesten de Spiegelplas en ten oosten daarvan de Ankeveense Plassen, en in het (zuid)westen de Loosdrechtse Plassen.
Het Hilversums Kanaal, de waterverbinding van buurgemeente Hilversum met de Vecht, deelt de gemeente in tweeën. Evenwijdig ten zuiden hiervan ligt de Vreelandseweg, de verbinding tussen Hilversum en Vreeland.

## Kernen
- Ankeveen
- Boomhoek (buurtschap)
- Breukeleveen
- 's-Graveland
- Kortenhoef
- Loosdrecht
  - Nieuw-Loosdrecht
  - Oud-Loosdrecht
- Muyeveld (buurtschap)
- Nederhorst den Berg
- Overmeer (buurtschap)

## Aangrenzende gemeenten
| Aangrenzende gemeenten | Aangrenzende gemeenten | Aangrenzende gemeenten | Aangrenzende gemeenten | Aangrenzende gemeenten        |
| ---------------------- | ---------------------- | ---------------------- | ---------------------- | ----------------------------- |
|                        |                        | Amsterdam (Weesp)      |                        | Hilversum (Hilversumse Meent) |
|                        |                        |                        |                        |                               |
| Stichtse Vecht(U)      | Hilversum              |                        |                        |                               |
|                        |                        |                        |                        |                               |
|                        |                        | Stichtse Vecht (U)     |                        | De Bilt (U)                   |

Wijdemeren grenst op 75 meter na, net niet aan de gemeente Gooise Meren en op 300 meter na, net niet aan de gemeente De Ronde Venen. 

## Monumenten
In de gemeente zijn er een aantal rijksmonumenten, gemeentelijke monumenten en oorlogsmonumenten, zie:
- Lijst van rijksmonumenten in Wijdemeren
- Lijst van gemeentelijke monumenten in Wijdemeren
- Lijst van oorlogsmonumenten in Wijdemeren

## Kunst in de openbare ruimte
In de gemeente Wijdemeren zijn diverse beelden, sculpturen en objecten geplaatst in de openbare ruimte, zie:
- Lijst van beelden in Wijdemeren

## Politiek

### Gemeenteraad
De gemeenteraad van Wijdemeren telt 19 raadszetels. Sinds 2006 is de zetelverdeling als volgt:
| De Lokale Partij | -  | -  | -  | 4  | 8  |
| CDA              | 5  | 3  | 7  | 4  | 3  |
| DorpsBelangen    | 5  | 9  | 4  | 4  | 2  |
| PvdA-GroenLinks  | -  | -  | 2  | 2  | 2  |
| VVD              | 4  | 3  | 3  | 3  | 2  |
| D66              | -  | 1  | 3  | 2  | 1  |
| ChristenUnie     |    |    |    | -  | 1  |
| PvdA             | 3  | 2  |    |    |    |
| GroenLinks       | 2  | 1  |    |    |    |
| Totaal           | 19 | 19 | 19 | 19 | 19 |

### College van B&W
De coalitie voor de periode 2024-2026 bestaat uit De Lokale Partij, PvdA-GroenLinks, VVD en CDA. Het college van burgemeester en wethouders bestaat naast de burgemeester en gemeentesecretaris uit 1 wethouder van de Lokale Partij (Gert Zagt), 1 wethouder van het CDA (Rosalie van Rijn), 1 wethouder van PvdA-GroenLinks (Wilna Wind) en 1 wethouder van de VVD (Jos Kea).
In de periode 2022-2024 bestond het college uit De Lokale Partij, PvdA-GroenLinks en VVD. Dit college had twee wethouders van De Lokale Partij, een wethouder van PvdA-GroenLinks en een wethouder van VVD. In deze periode was Stan Poels (PvdA-GL) binnen 3 maanden afgetreden en Alette Zandbergen (LokalePartij) binnen 1 jaar. In april 2023 nam Ron de Haan de portefeuille van Zandbergen over. Deze wethouder was in de vorige raadsperiode wethouder in de gemeente Castricum. Daarvoor was hij 14 jaar raadslid voor de lokale partij De VrijeLijst in deze gemeente. De Haan kwam een maand voor zijn toetreden als wethouder nog in het nieuws omdat hij op het laatste moment besloot toch geen wethouder van Vlieland te worden. De Haan was het niet eens met de door Vlieland aangeboden huisvesting. In verband met spelende persoonlijke omstandigheden trad wethouder Maarten Hoelscher (PvdA) tevens binnen 1 jaar af. Tot voor kort is besloten deze portefeuille (nog) niet in te vullen. In juli 2023 besloot de PvdA-GroenLinks uit de coalitie te stappen. 
Met ingang van 16 oktober 2023 werd het burgemeesterschap waargenomen door Charlie Aptroot, nadat Crys Larson wegens ziekte tijdelijk haar werkzaamheden als burgemeester moest neerleggen. Op 1 april 2024 werd hij in die rol opgevolgd door Mark Verheijen.
In juli 2024 besloot wethouder Ron de Haan zijn ontslag in te dienen. Hierna werd in oktober 2024 de huidige coalitie met een nieuw programma gepresenteerd.
| College van burgemeester en wethouders | College van burgemeester en wethouders   | College van burgemeester en wethouders |
| -------------------------------------- | ---------------------------------------- | --- |
| Burgemeester                           | Dhr. drs. M.L. Verheijen                 | - Bestuurlijk Juridische zaken - Burger- en Ombudszaken - Publieke Veiligheid en Openbare Orde - Toezicht en Handhaving - Integriteit - Externe Betrekkingen, Communicatie en Representatie |
| Wethouders                             | Dhr. G. Zagt (De Lokale Partij, 0,8 fte) | - Financiën - Verkeer en Vervoer - Belastingen - Gastheerschappen - Porseleinhaven - Tweede locoburgemeester                                                                                |
| Wethouders                             | Dhr. R. de Haan (De Lokale Partij)       | - Natuur en Duurzaamheid - Sociaal Domein - Volkshuisvesting - Informatisering & Automatisering - Derde locoburgemeester                                                                    |
| Wethouders                             | Mw. E.L. Kruijt (VVD, 0,9 fte)           | - Openbare Ruimte - Vastgoed - Gebiedsakkoord - Recreatie/Toerisme - Economische Zaken - Project De Meenthof - Vierde locoburgemeester                                                      |
| Gemeentesecretaris                     | Mw. mr. E.T. Halman - van der Linden MBA | |

## Bestuurlijke toezicht en voorkeur voor fusie
Als gevolg van het (te laat) inleveren van een niet-sluitende begroting kwam de gemeente Wijdemeren in september 2022 onder verscherpt toezicht door de provincie Noord-Holland te staan. Na een traject met adviesbureau Kokx de Voogd sprak de gemeenteraad van Wijdemeren op 26 juni 2023 haar voorkeur tot een bestuurlijke fusie uit. De gemeenteraad zou uiterlijk in 2026 willen fuseren met een andere gemeente. De gemeente Wijdemeren zou zich dan in haar geheel samenvoegen met Hilversum, of met de gemeente Gooise Meren, dan wel zich per kern over deze twee opsplitsen. Ook is een eventuele partner voor de gemeente nog niet bekend. Op 4 juni 2024 heeft het college van burgemeester en wethouders van Wijdemeren bekendgemaakt dat zij een fusie met de gemeente Hilversum willen per 1 januari 2027.
Na krap een kwart eeuw zal er dus een einde aan de gemeente Wijdemeren komen. Echt stil is het de jaren van haar bestaan nooit geweest: enkele jaren geleden werd al eens geopperd dat de gemeente Wijdemeren zou moeten fuseren met Hilversum. Daar was de gemeenteraad, waarvan met name de lokale partijen, toen fel op tegen.

## Trivia
De hoofdvestiging van de gemeentelijke organisatie bevond zich aan de rand van Nieuw-Loosdrecht, maar net op een adres in de buurgemeente Hilversum, te weten Rading 1, met als postcode 1213 RK. Het betreft het voormalige kantoorgebouw van de soepfabriek van Knorr. Door grondruil en gemeentelijke grenscorrectie is per 1 januari 2009 het gemeentehuis van Wijdemeren alsnog gevestigd in de eigen gemeente. Het adres is nu Rading 1, 1231 KB Loosdrecht.